# Camarma de Esteruelas
Camarma de Esteruelas (spanskt uttal: [kaˈmaɾma ðe esteˈɾwelas]) är en ort och kommun i den autonoma regionen Madrid i centrala Spanien. Orten ligger cirka 31 kilometer nordost om centrala Madrid. Kommunen har 8 106 invånare (2024), på en yta av 35,43 km².

## Geografi
Camarma de Esteruelas ligger i östra delen av Madridregionen, cirka 7,5 kilometer norr om staden Alcalá de Henares. Kommunen gränsar i norr till Valdeavero, i öster till Meco, i söder till Alcalá de Henares samt i väster till Daganzo de Arriba och Fresno de Torote. Camarma de Esteruelas tillhör comarcan Cuenca del Medio Jarama.
Genom orten rinner vattendraget Camarmilla, ett tillflöde till floden Henares, i en nord-sydlig riktning. Landskapet kring Camarma de Esteruelas präglas framförallt av spannmålsodling.
Närheten till Alcalá de Henares och Cervantes omgivningar präglar gator och hus i Camarma de Esteruelas. Många av dessa har namngivits efter personer och platser i Cervantes Don Quijote, med gatunamn som Dulcinea, Rocinante, Toboso, och själve Cervantes och med torg med namn som Lepanto.
Landsvägen M-119 som förbinder staden med motorvägen A-2 och staden Alcalá de Henares, är olycksdrabbad och har en trafikmängd på mer än 16 000 fordon per dygn längs några sträckor, vilket skapar köbildning under rusningstrafik.

## Bildgalleri

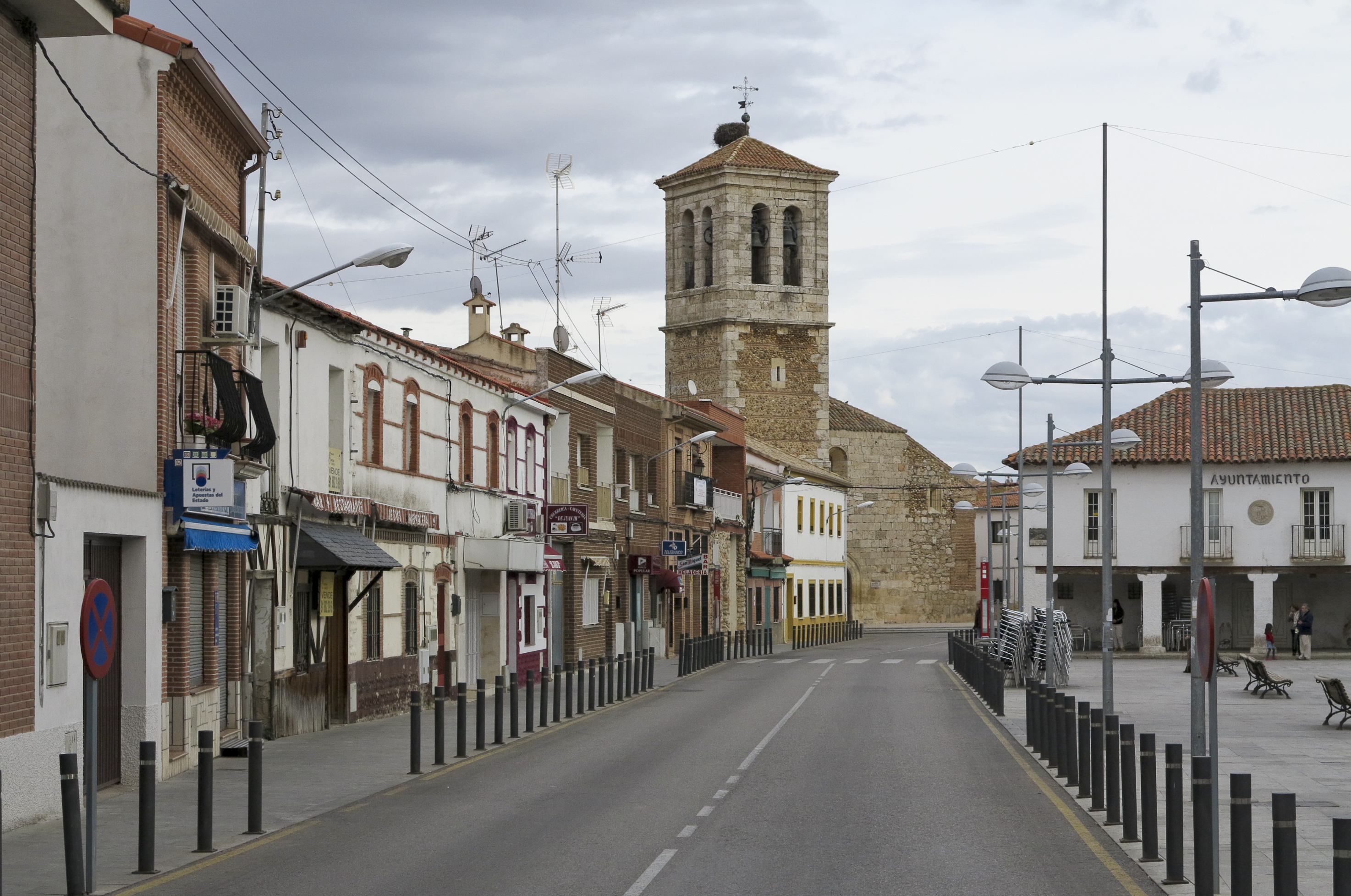
Gatubild.
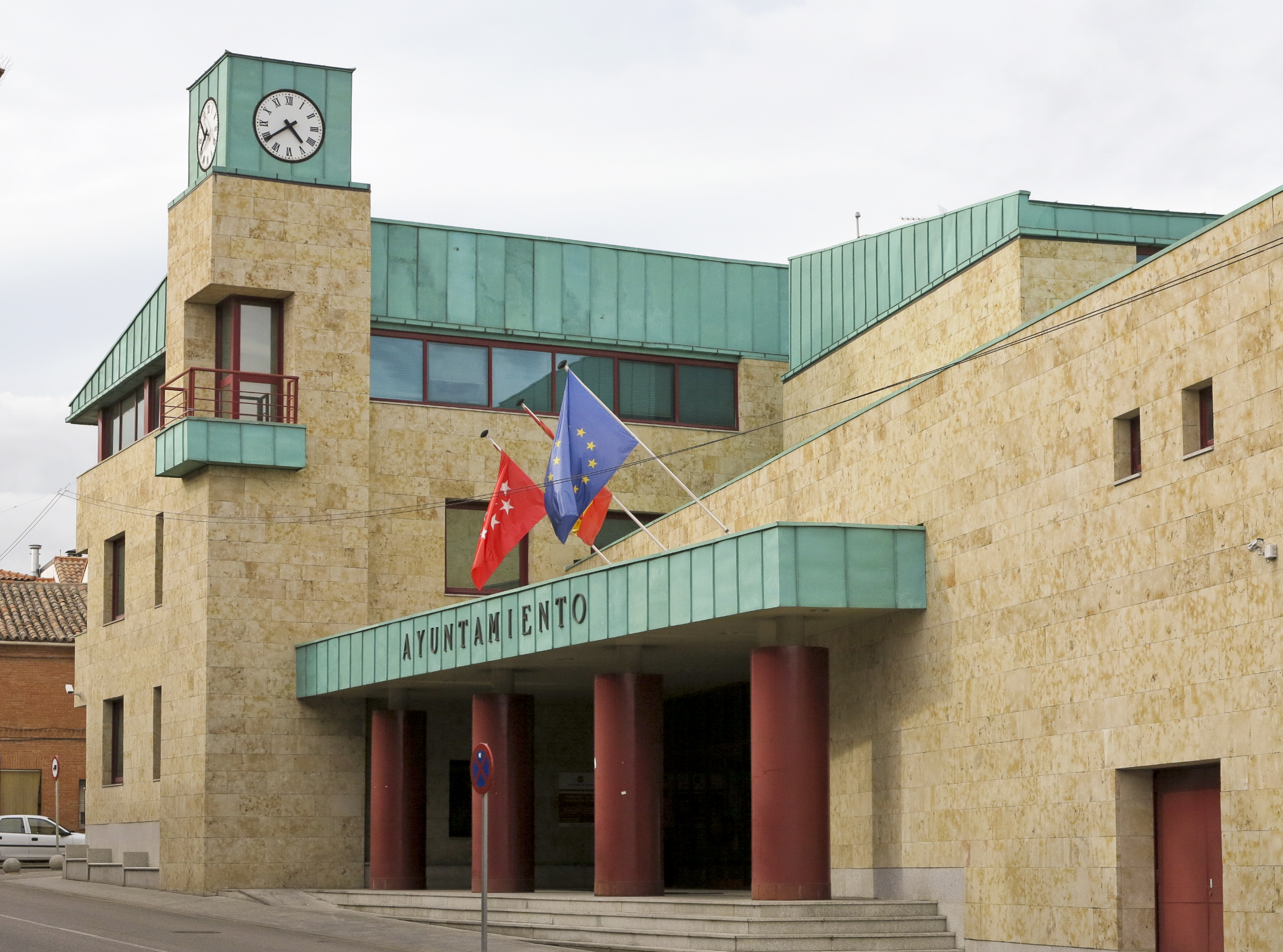
Kommunhuset.
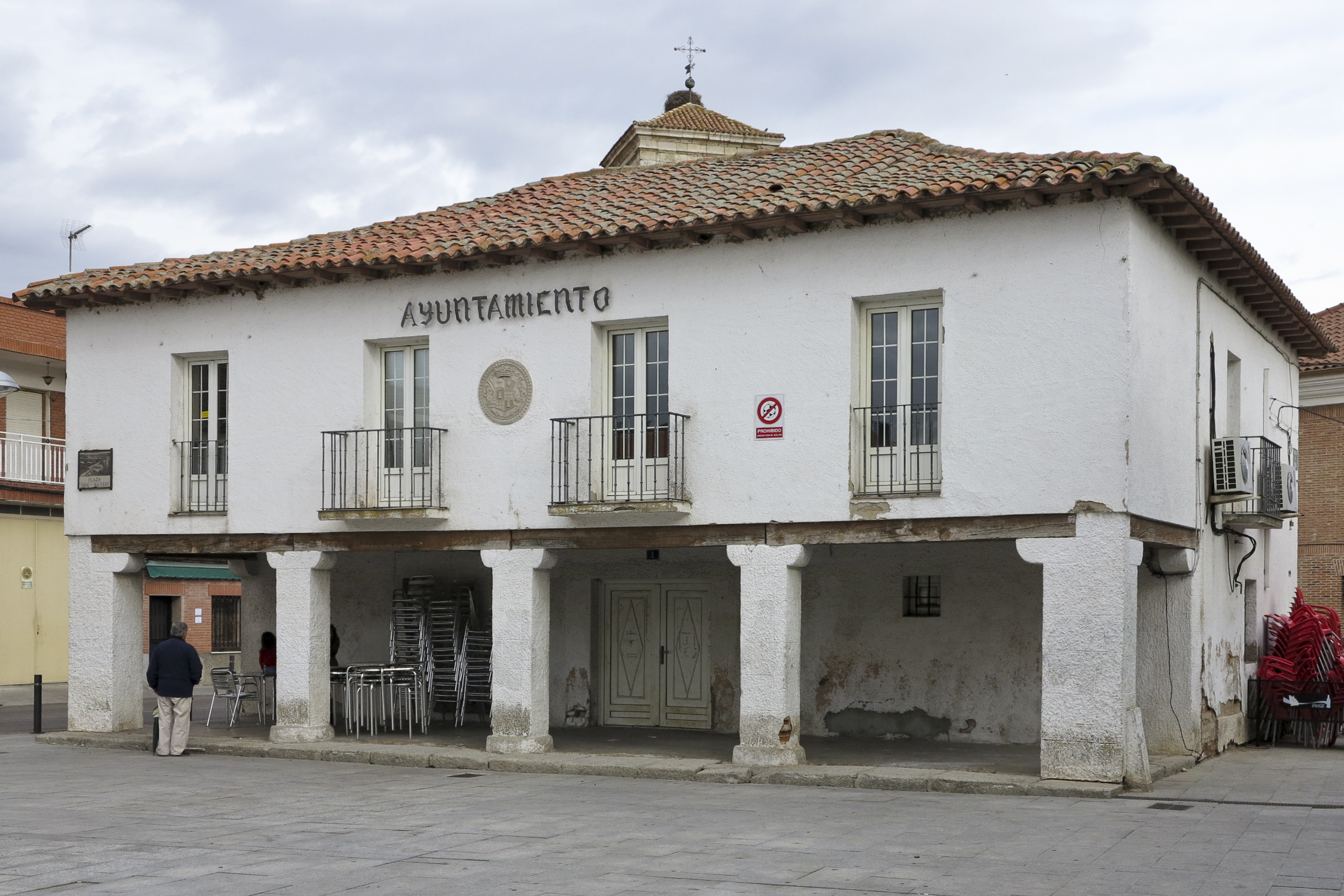
Äldre kommunhus.
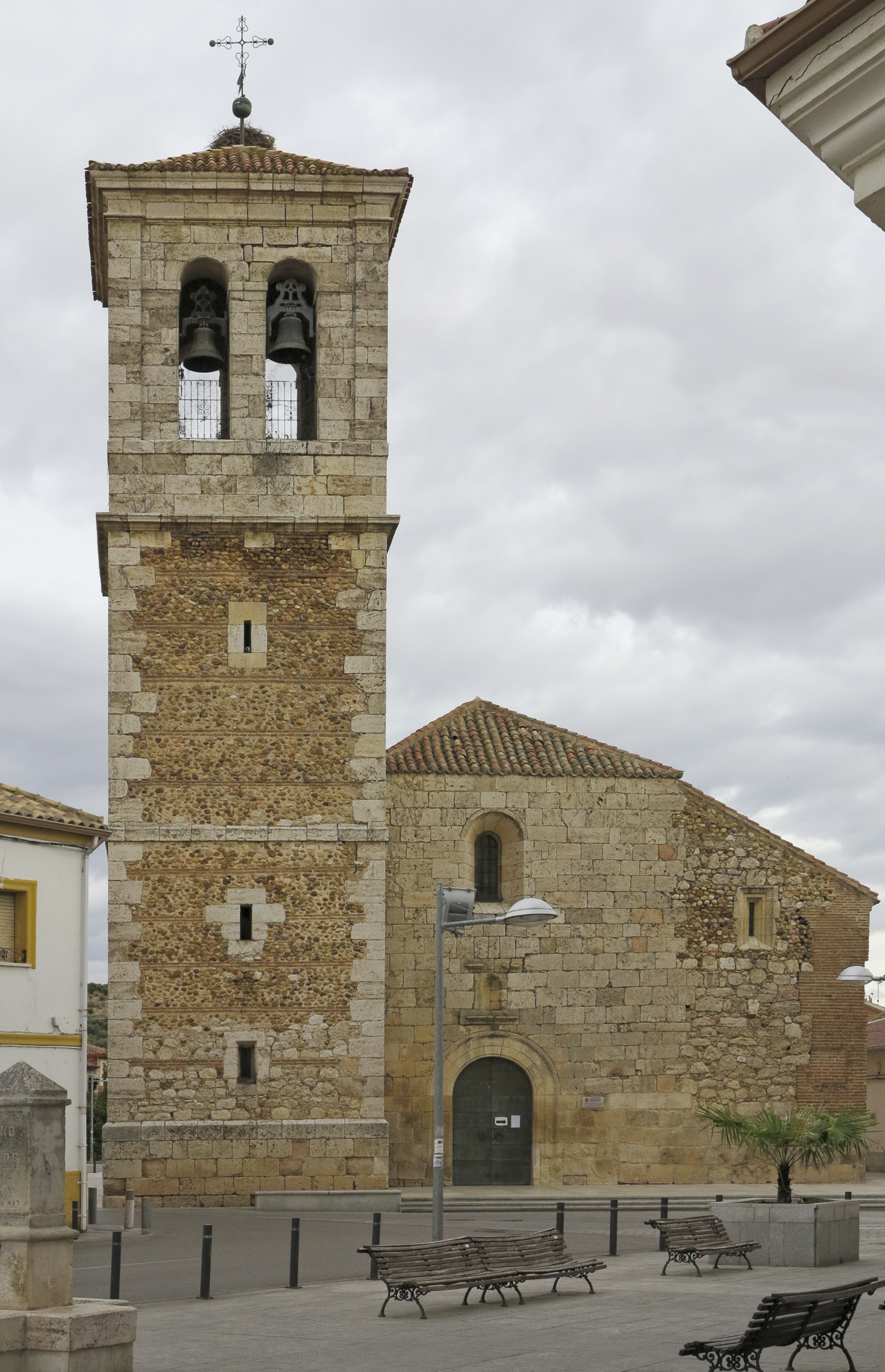
Iglesia de San Pedro Apóstol.